# Дерево квадрантів

Площина, розбита за допомогою дерева квадрантів

Дерево квадрантів (також квадродерево, 4-дерево, англ. quadtree) — дерево, в якому у кожного внутрішнього вузла рівно чотири нащадки. Дерева квадрантів можуть використовуватися для рекурсивного розбиття двовимірного простору по 4 квадранти (області). Області представляють собою квадрати, прямокутники або мають довільну форму. Англомовний термін quadtree був придуманий Рафаелем Финкелем і Джоном Бентлі в 1974 році. Аналогічне розділення простору відомо як Q-дерево. Загальні риси різних видів дерев квадрантів:
- розбиття простору на адаптивні секції (англ. adaptable cells)
- максимальний розмір кожної секції
- відповідність напряму дерева просторому розподіленню.

Поступове стиснення зображення за допомогою дерева квадрантів. Зліва показано стиснене зображення з границями комірок, а праворуч - лише стиснене зображення

Дерево-піраміда (англ. tree-pyramid, T-pyramid) це "повне" дерево; кожна вершина Д-піраміди має чотири дитини, окрім вершин-листів; усі листи знаходяться на одному рівні, де рівень відповідає за характерний піксель на зображенні. Дані в дереві-піраміді можна компактно зберігати в масиві як неявну структуру даних подібно до того, як повне двійкове дерево може бути компактно збережене в масиві.

## Класифікація
Дерева квадрантів можуть бути класифіковані відповідно до типу даних та факту залежності від порядку їх обробки.

### Region quadtree
Дерево квадрантів області виконує розділ двовимірного простору, рекурсивно розкладаючи його на чотири рівних квадрати, де кожен термінальний (листовий) вузол містить дані, що відповідають конкретному субрегіону. Такі структури відносяться до типу префіксних дерев.

### Point quadtree
Дерева квадрантів точок (англ. point quadtree), — різновид бінарних дерев, що використовуються для зберігання інформації про точки на площині. Форма дерева залежить від порядку даних. Використання таких дерев є ефективним для задач порівняння впорядкованих двовимірних точок площини, маючи складність O(log n).
Структура вузла дерева квадрантів, що зберігає інформацію про точки площини, є аналогічною структурі вузла бінарного дерева. Відмінність полягає лише в наявності у першого чотирьох нащадків (по одному на кожен квадрант) замість двох («правого» і «лівого») у другого. Ключ вузла складається з двох компонент (координат x і y).

### Edge quadtree
Дерева квадрантів ліній (англ. edge quadtree), використовуються для представлення прямих і кривих. Шляхом апроксимації криві розбиваються на дрібні відрізки, кожен з яких належить до окремого листового вузла. Такий спосіб може призвести до розбалансування дерева, що буде означати проблеми з індексацією.

### Polygonal map quadtree
Дерева квадрантів, що зберігають інформацію про многокутники (англ. polygonal map quadtree/PMQuadtree), можуть містити інформацію про полігони, у тому числі ті, які мають ізольовані вершини або межі.

## Способи використання
- Представлення зображень.
- Просторові бази даних.
- Ефективне виявлення зіткнень у двовимірному просторі.
- Відсікання невидимих частин ландшафту (англ. view frustum culling[en]).
- Зберігання даних табличних або матричних обчислень.
- Обчислення, пов'язані з багатовимірними полями (обчислювальна гідродинаміка, електромагнетизм).
- Симуляція гри Життя[2].
- Обчислення станів динамічної системи, за якою ведеться спостереження.[3].
- Аналіз частин фрактальних зображень.

Дерева квадрантів є двомірним аналогом дерев октантів (англ. octree).

## Псевдокод
Приведений псевдокод демонструє використання дерев квадрантів для зберігання інформації про об'єкти. Можливі й інші підходи до побудови такої структури даних.

### Структури даних
Передбачається використання наступних структур даних.
```
// Проста структура для представлення точки або вектора

struct
 XY

{
 
float
 x;
 
float
 y;

 
function
 __construct(
float
 _x, 
float
 _y) {...}
}

// Обмежує паралелепіпед, вирівняний по координатним осям

// (axis-aligned bounding box, AABB), половинної розмірності з центром

struct
 AABB
{
 
XY
 center;
 
XY
 halfDimension;

 
function
 __construct(
XY
 center, 
XY
 halfDimension) {...}
 
function
 containsPoint(
XY
 p) {...}
 
function
 intersectsAABB(
AABB
 other) {...}
}
```

### Клас QuadTree
Клас одночасно виконує роль вузла дерева квадрантів та надає інтерфейс структури даних.
```
class
 QuadTree
{
    
// Константа — кількість елементів, які можна зберігати в одному вузлі

    
constant int
 QT_NODE_CAPACITY = 4;

    
// Обмежує паралелепіпед, вирівняний по координатним осям,

    
// показує межі дерева

    
AABB
 boundary;

    
// Точки

    
Array of XY [size = QT_NODE_CAPACITY]
 points;

    
// Нащадки

    
QuadTree*
 northWest;
    
QuadTree*
 northEast;
    
QuadTree*
 southWest;
    
QuadTree*
 southEast;

    
// Методи

    
function
 __construct(
AABB
 _boundary) {...}
    
function
 insert(
XY
 p) {...}
    
function
 subdivide() {...} 
// Створення 4 нащадків, які поділяють квадрант на 4 рівні частини

    
function
 queryRange(
AABB
 range) {...}
}
```

### Вставка
Наступний метод здійснює вставку об'єкта у відповідний квадрант дерева, здійснюючи розбиття, якщо це необхідно.
```
class 
QuadTree
{
...

// Вставити точку

function
 insert(
XY
p)
{
 
// Ігнорувати об'єкти, що не належать дереву

 
if
(!boundary.containsPoint(p))
  
return
 
false
; 
// Об'єкт не може бути доданий

 
// Якщо є місце, здійснити вставку

 
if
 (points.size < QT_NODE_CAPACITY)
 {
  points.append(p);
  
return
 
true
;
 }

 
// Інакше, розділити область на чотири і додати об'єкти в потрібний вузол

 
if
 (northWest == 
null
)
 subdivide();

 
if
 (northWest->insert(p)) 
return
 
true
;
 
if
 (northEast->insert(p)) 
return
 
true
;
 
if
 (southWest->insert(p)) 
return
 
true
;
 
if
 (southEast->insert(p)) 
return
 
true
;

 
return
 
false
;
 }
}
```

### Входження в діапазон
Наступний метод знаходить всі об'єкти, що входять в діапазон.
```
class 
QuadTree
{
...

 
// Знайти об'єкти, що входять в діапазон

function
 queryRange(
AABB
range)
{
 
// Підготувати масив під результат

 
Array of XY
pointsInRange;

 
// Скасування, якщо діапазон не збігається з квадрантом

 
if
(!boundary.insersectsAABB(range))
  
return
 pointsInRange; 
// Порожній список

 
// Перевірити об'єкти поточного рівня

 for
 (
int
 p := 0; p < points.size; p++)
 {
 
 if
(range.containsPoint(points[p]))
   pointsInRange.append(points[p]);
 }

 
// Зупинитись, якщо більше немає нащадків

 
if
 (northWest == 
null
)
 
 return 
pointsInRange;

 
// Інакше, додати всі точки нащадків

 pointsInRange.appendArray(northWest->queryRange(range));
 pointsInRange.appendArray(northEast->queryRange(range));
 pointsInRange.appendArray(southWest->queryRange(range));
 pointsInRange.appendArray(southEast->queryRange(range));

 
 return 
pointsInRange;
 }
}
```